# Темплтон (Массачусетс)
Темплтон (англ. Templeton) — місто (англ. town) в США, в окрузі Вустер штату Массачусетс. Населення — 8149 осіб (2020).

## Демографія
Згідно з переписом 2010 року, у місті мешкало 8013 осіб у 2882 домогосподарствах у складі 2124 родин. Було 3139 помешкань
Расовий склад населення:
| - 96,7 % — білих - 0,7 % — чорних або афроамериканців - 0,5 % — азіатів - 0,1 % — корінних американців |

До двох чи більше рас належало 1,5 %. Частка іспаномовних становила 1,9 % від усіх жителів.
За віковим діапазоном населення розподілялося таким чином: 24,0 % — особи молодші 18 років, 62,2 % — особи у віці 18—64 років, 13,8 % — особи у віці 65 років та старші. Медіана віку мешканця становила 41,6 року. На 100 осіб жіночої статі у місті припадало 102,0 чоловіків; на 100 жінок у віці від 18 років та старших — 102,6 чоловіків також старших 18 років.
Середній дохід на одне домашнє господарство становив 83 286 доларів США (медіана — 67 517), а середній дохід на одну сім'ю — 99 385 доларів (медіана — 87 554). Медіана доходів становила 56 172 долари для чоловіків та 45 083 долари для жінок. За межею бідності перебувало 4,4 % осіб, у тому числі 2,4 % дітей у віці до 18 років та 8,5 % осіб у віці 65 років та старших.
Цивільне працевлаштоване населення становило 4623 особи. Основні галузі зайнятості: освіта, охорона здоров'я та соціальна допомога — 27,4 %, виробництво — 15,9 %, роздрібна торгівля — 10,7 %, науковці, спеціалісти, менеджери — 9,9 %.

## Уродженці
- Сара Гудрідж (1788—1853) — американська художниця.